# Giovanni IV d'Amboise
Giovanni IV d'Amboise (1440 – 18 aprile 1516) fu il capostipite del ramo Bussy d'Amboise.

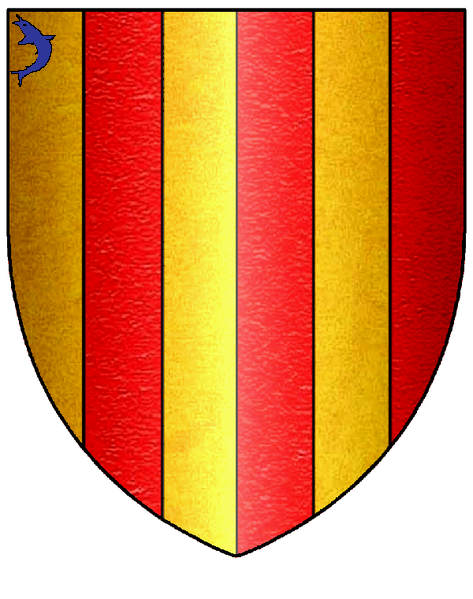
Arma della famiglia d'Amboise, arricchita dal delfino azzurro al primo palo.

Era figlio di Pietro d'Amboise (1408 – 1473), governatore della Turenna, e di Anna di Beuil, signora d'Aubijoux e figlia del conte di Sancerre.
Fu signore di Les Bordes, Reynel, Choiseul, Lafauche, Vavray-le-Grand, Blaise, Vignory e Sexfontaines.
Fu consigliere e ciambellano del re Luigi XI, governatore della Normandia, balivo di Chaumont en Bassigny, capitano e governatore di Saint-Dizier e cavaliere dell'Ordine di San Michele.

## Biografia
Cavaliere d'onore della regina, fu con Baiardo uno dei più bravi cavalieri del suo tempo. Partecipò, all'inizio del XVI secolo, a tutte le guerre condotte dai re di Francia, sia in Francia che in Italia.
Il 5 aprile 1484 Anna di Beaujeu, reggente con il marito, il duca di Borbone, la Francia per conto del fratello Carlo VIII ancora minorenne, affidò a Giovanni d'Amboise ed a Filippo Pot, luogotenente del re in Borgogna, la riforma delle corti sovrane di Borgogna.
Nel mese di gennaio del 1487, sospettato di complotto, fu fatto arrestare dalla stessa Anna di Beaujeu insieme al fratello, il vescovo di Montauban Giorgio I d'Amboise, futuro primo ministro di Luigi XII e cardinale.
Nel giugno del 1507 presenziò a Savona all'incontro fra il re d'Aragona e Luigi XII, dopo la rivolta di Genova.
Il 16 agosto del 1513 fu fatto prigioniero con Baiardo e Jacques de La Palice nel corso della giornata degli speroni.
Il 16 febbraio 1514 partecipò all'ingresso solenne del re Francesco I in Parigi e, in quanto cavaliere anziano dell'Ordine, figurava in testa alla sfilata che raggruppava centinaia di cavalieri. Fu accanto al re anche nella battaglia di Marignano (13 / 14 settembre 1515), nel corso della quale perse la vita il figlio primogenito Giacomo di Amboise.
Partecipò alla costruzione del sepolcro della chiesa di San Giovanni Battista di Chaumont, fondata nel 1471 dalla suocera Margherita di Baudricourt, vedova di Goffredo di Saint-Belin.

## Matrimonio e discendenza

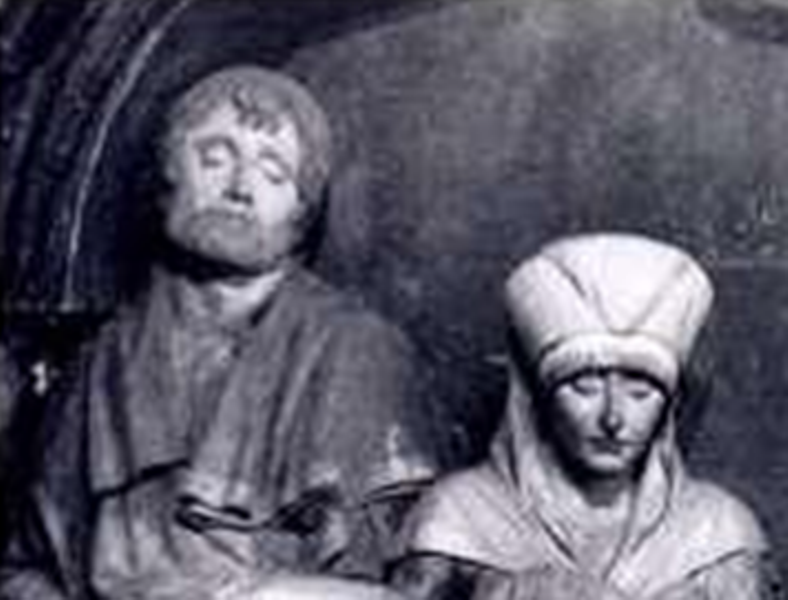
Giovanni IV d'Amboise e la sua sposa Caterina di Saint-Belin.

Il 30 giugno 1474 egli sposò Caterina di Saint-Belin dalla quale ebbe 16 figli:
- Giacomo (1475 – 1515), morto a Marignano;
- Giovanni d'Amboise, vescovo (1477 – 1510);
- Giorgio II, arcivescovo di Rouen e cardinale (1480 – 1550);
- Goffredo, abate di Cluny (1483 – 1518);
- Carlo, colonnello di fanteria (1485-?);
- Giacomo, signore di Vavray, morto a Pavia (1486 – 1525);
- Bernardo, morto infante;
- Roberto, morto infante;
- Luigi, morto infante;
- Renata, signora di Bussy e di Saxefontaine (1479 – 1561);
- Francesca, che sposò in prime nozze Grisegonnelle Frottier ed in seconde nozze François de Volvire (1480 – 1515);
- Carlotta, andata sposa a Pietro di Beauffremont, signore di Sénecay;
- Maria, badessa della Trinità, a Poitiers, morta l'8 febbraio 1537;
- Anna, badessa dell'abbazia di Sainte-Menehould;
- Maddalena, religiosa nell'abbazia di Sainte-Ménéhould;
- Margherita, religiosa nell'abbazia di Sainte-Ménéhould.